# أحمد عبد علي
أحمد عبد علي من مواليد 18 يناير 1986 في العراق هو لاعب كرة قدم عراقي بدأ مسيرته الكروية مع نادي الزوراء في عام 2005، وبدأ باللعب مع منتخب العراق لكرة القدم في عام 2007 وشارك معه في فوزه بكأس آسيا 2007.

## روابط خارجية
- أحمد عبد علي على موقع الاتحاد الدولي (مؤرشف)  (الإنجليزية)
- أحمد عبد علي على موقع قاعدة بيانات كرة القدم.إي يو (الإنجليزية)
- أحمد عبد علي على موقع ناشيونال فوتبول تيمز (الإنجليزية)
- أحمد عبد علي على موقع Soccerway.com (الإنجليزية)